# Ҿ
Ҿ, ҿ (в Юникоде называется «абхазская че с нижним выносным элементом») — буква расширенной кириллицы, используемая в абхазском языке, где является 55-й буквой алфавита. Обозначает согласный звук [ʈ͡ʂʼ].
Происходит от абхазской буквы Ҽ и является абруптивным вариантом её звука. 
В латинице буква передаётся как č̣, č̦, ḉ, ç̄’ или ćh́, в грузинском варианте — как ჭჾ.